# Los Prisioneros (serie de televisión)
Los Prisioneros es una serie de televisión chilena, dirigida por Carlos Moreno y Salvador del Solar, basada en la historia del grupo de rock chileno del mismo nombre. La serie está producida por Media Networks en colaboración la productora Parox, y fue estrenada en el servicio de streaming Movistar TV App, el 15 de enero de 2022. Se compone de 8 episodios de 30 minutos de duración aproximadamente.
Está protagonizada por los actores Arón Hernández, Andrew Bargsted y Bernabé Madrigal como Jorge González, Claudio Narea y Miguel Tapia, respectivamente. El reparto también incluye a las actrices Mariana di Girólamo, Dindi Jane, Li Fridman y Annick Durán, quienes interpretan al colectivo artístico Cleopatras (compuesto por Patricia Rivadeneira, Jacqueline Fresard, Cecilia Aguayo y Tahía Gómez).
La serie aborda la historia del trío sanmiguelino como una agrupación ya formada, luego del lanzamiento de La voz de los '80 en 1985, culminando en la previa al debut del álbum Corazones en 1990, con Claudio Narea fuera del grupo. Es la primera producción en contar con los derechos de las canciones del trío y el uso de su nombre.

## Reparto
- Aron Hernández como Jorge González
- Andrew Bargsted como Claudio Narea
- Bernabé Madrigal como Miguel Tapia
- Geraldine Neary como Jacqueline Fresard
- Mariana di Girolamo como Patricia Rivadeneira
- Samuel Buzeta como Carlos Fonseca
- Amparo Noguera como Ida Ríos (madre de Jorge)
- Gastón Pauls como Ejecutivo de EMI Odeón
- Li Fridman como Cecilia Aguayo
- Annick Durán Kandzior como Tahía Gómez
- Maite Manríquez como Zaida González (hermana de Jorge)
- Jeremy Gre como Marco González (hermano de Jorge)
- Florencia Crino como Claudia Carvajal
- Tomás Romo como Jorge Narea (hermano de Claudio)
- Nicolás Silva como DJ Atom

## Episodios
| N.º | Título                       | Dirigido por       | Escrito por                                                         | Fecha de lanzamiento original |
| --- | ---------------------------- | ------------------ | ------------------------------------------------------------------- | ----------------------------- |
| 1   | «Sexo»                       | Carlos Moreno      | Enrique Videla, Luis Barrales & Dominga Sotomayor                   | 15 de enero de 2022           |
| 2   | «Quieren dinero»             | Carlos Moreno      | Enrique Videla, Luis Barrales & Dominga Sotomayor                   | 15 de enero de 2022           |
| 3   | «Estadio Chile»              | Carlos Moreno      | Enrique Videla, Luis Barrales & Dominga Sotomayor                   | 15 de enero de 2022           |
| 4   | «Pateando piedras»           | Salvador del Solar | Enrique Videla, Paula del Fierro, Luis Barrales & Dominga Sotomayor | 15 de enero de 2022           |
| 5   | «Sudamerican Rockers»        | Salvador del Solar | Enrique Videla, Luis Barrales & Dominga Sotomayor                   | 15 de enero de 2022           |
| 6   | «Amiga mía»                  | Salvador del Solar | Enrique Videla, Paula del Fierro & Dominga Sotomayor                | 15 de enero de 2022           |
| 7   | «El baile de los que sobran» | Carlos Moreno      | Enrique Videla, Luis Barrales & Dominga Sotomayor                   | 15 de enero de 2022           |
| 8   | «Corazones»                  | Carlos Moreno      | Enrique Videla, Luis Barrales & Dominga Sotomayor                   | 15 de enero de 2022           |

## Producción
El 8 de septiembre de 2019 se anunció que la productora audiovisual Parox (autora de Los archivos del cardenal y El Reemplazante) estaba desarrollando una nueva serie biográfica sobre Los Prisioneros para el servicio de streaming Movistar Play. Se comentó que el proyecto pretendía recibir la aprobación de los miembros originales de la banda para una versión «más realista» y fiel a su historia original, sin tratarse de una ficción, como fue el caso de Sudamerican Rockers. También se buscaba contar con las canciones originales de la banda y con los derechos de algunos de los libros que relatan la historia del grupo.
Ante la expectación de los fanáticos de la banda, y tras meses de incertidumbre, el 7 de octubre de 2020 se confirmó que la serie pronto iniciaría su rodaje. Adicionalmente, se anunció que el cineasta colombiano Carlos Moreno viajaría a Chile para dirigir el proyecto junto al realizador peruano Salvador del Solar y que Joanna Lombardi, jefa de la división de ficción de Movistar en Latinoamérica, sería showrunner de la serie.
A pesar de haberse aclarado que la serie contaba con el respaldo de la banda, Claudio Narea (guitarrista en la formación original del grupo) negó estar involucrado dentro el proyecto, explicándolo en una publicación de su página de Facebook.

Esta noticia salió hoy. Se viene una nueva serie sobre Los Prisioneros. Respecto a lo que dice el diario: "cuenta con el respaldo de la banda" quiero decir que no es tan así. Yo no puedo respaldar algo en lo cual no tengo ninguna incidencia. No puedo opinar del guión, por ejemplo.
Sí puedo decir que fue bastante lío ya que la productora, que se portó muy bien conmigo -a diferencia de CHV y su serie (Sudamerican Rockers)-, ofreció comprar los derechos de mi libro Biografía de una amistad, a lo cual tanto Jorge como Miguel se opusieron. Dicho esto, no puedo apoyar una serie que contará nuestra historia sin poder opinar nada respecto de la misma y sin saber qué historia piensan contar.

Claudio Narea, 8 de octubre de 2020

Claudio aclaró que a pesar de no estar involucrado en el proyecto, no significaba que se opusiera a la serie.

### Casting
Durante meses, se llevó a cabo un arduo proceso de casting que intentó dar con los mejores candidatos para encarnar a Jorge, Claudio y Miguel, puesto a que se buscaron actores que tuviesen el mayor parecido posible a ellos. El elenco fue confirmado el 13 de diciembre de 2020, coincidiendo con los 36 años de la publicación del disco debut de la banda, La voz de los '80. Al día siguiente, Movistar Chile presentó a los actores en un video que compartieron en sus redes sociales.

### Rodaje
El rodaje de la serie estaba planificado para arrancar a mediados de 2019, pero se acabó postergando por factores internos. Consecuentemente, las fechas de grabación se retrasaron varias veces por la pandemia del COVID-19, lo que causó la pausa del proyecto durante 2020. Del mismo modo, se descartó la idea de llevar a los protagonistas a Perú y Colombia, países donde la banda se había presentado exitosamente a fines de la década de 1980.
El rodaje finalmente comenzó en enero de 2021, bajo los protocolos sanitarios correspondientes. Tras un ajuste del plan inicial, las escenas que iban a grabarse en Perú y Colombia se terminaron grabando en Chile. Entre ellas, se incluye la recordada presentación de la banda en la Plaza de Acho de Lima, realizada en septiembre de 1987.
Las grabaciones culminaron el 19 de marzo de 2021.

## Estreno
El primer episodio de la serie fue preestrenado en el Festival Iberseries Platino de Madrid, España, el 28 de septiembre de 2021, contando con la asistencia de miembros del elenco y el equipo de dirección. También fue proyectado en el Santiago Festival Internacional de Cine de Santiago, Chile, el 6 de noviembre.
Los Prisioneros originalmente iba a ser estrenada en Movistar TV durante el segundo semestre de 2021, pero en septiembre del mismo año, la fecha tentativa fue aplazada hasta inicios de 2022, quedando establecida para el 15 de enero.

## Banda sonora
La música de la serie fue compuesta por Camilo Salinas y Pablo Ilabaca.